# レジーム

異なる政治レジームの下で生きる世界の市民

レジーム（仏: Régime、英: Regime）、または体制とは、例えば政治の文脈では、統治・政府の形態・構造そのもの（政体・政治体制・政治システム・統治機構）、あるいは、その運用・制度や社会との相互作用などを規制・統制する一連のルールや社会的・文化的な規範などを言う。
日本語圏では、「アンシャン・レジーム」や「レジーム・ド・ヴィシー (fr:Régime de Vichy) 」（ヴィシー政権の意）などで特に知られる。
なお、中国語で「レジーム（Régime・Regime）」に対して「政権（中: 政权）」と訳すが、同じ漢字圏の日本語における「政権」と意味が異なることに注意。
レジューム（またはリジューム。resume：再開）は誤記で全く別の意味になる。

## 用法
本来のフランス語における「レジーム（Régime）」が政体・政治体制・政治システム・統治機構などと類義語だったのに対し、近現代になって権威主義政体や独裁政治など否定的な含意が加味されて使用されており、ウェブスター辞典が「レジーム（Régime）」の定義をシンプルに「a form of government」（政体・政治体制・政治システム・統治機構など）と記述する一方、オックスフォード英語辞典が「レジーム（Régime）」を「a government, especially an authoritarian one（政府・特に権威主義的な政府）」と定義している。

## 記事の一覧
記事名に「レジーム」を含むもの。
- レジーム論
- 国際レジーム
- 為替レート・レジーム（フランス語版、英語版）
- レジーム・チェンジ
- レジームシフト
- 国際輸出管理レジーム
- ミサイル技術管理レジーム
- 福祉レジーム論
- 戦後レジーム